# Cessar-fogo

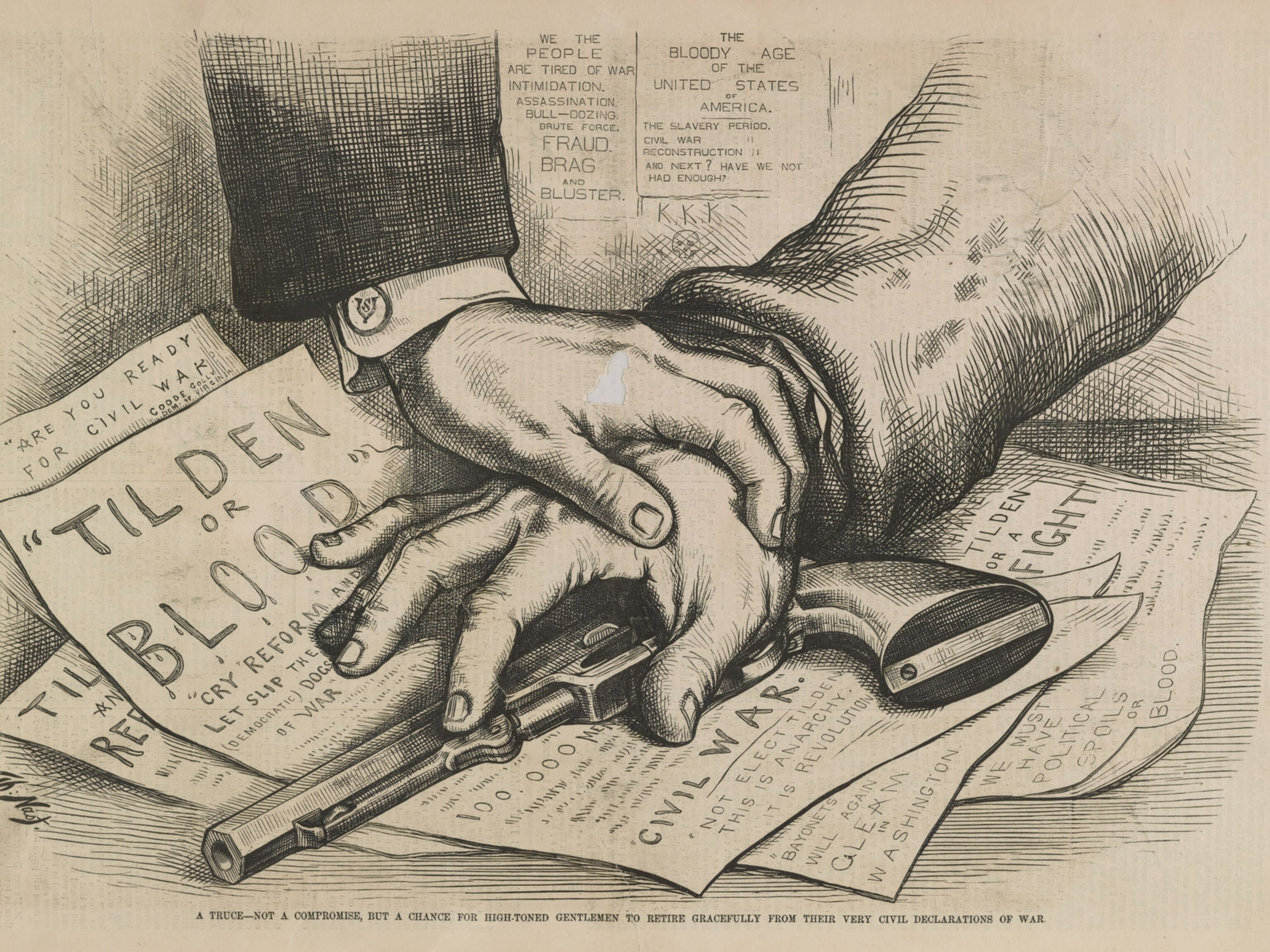
A truce—not a compromise, but a chance for high-toned gentlemen to retire gracefully from their very civil declarations of war Por Thomas Nast em Harper's Weekly, 17 de fevereiro de 1877, p. 132.

Um cessar-fogo (ou trégua) é uma paralisação temporária de uma guerra em que cada lado concorda com o outro para suspender ações agressivas. Historicamente, o conceito existia pelo menos na época da Idade Média, quando era conhecido como uma 'trégua de Deus', cessar-fogo pode ser declarado como um gesto humanitário, ser preliminar, ou seja, prévio a um acordo político, ou definitivo, ou seja, com a intenção de resolver um conflito. Cessar-fogo pode ser declarado como parte de um tratado formal, mas também foram chamados como parte de um entendimento informal entre forças opostas.
Os cessar-fogo podem ser entre atores estatais, quando podem até atingir o estágio de um cessar-fogo global, ou envolver atores não-estatais e serem 'locais'. Eles podem ser formais (geralmente escritos) ou informais; suas condições podem ser públicas ou secretas. O cessar-fogo pode ocorrer por meio de mediação ou de outra forma como parte de um processo de paz ou ser imposto por resoluções do Conselho de Segurança das Nações Unidas via Capítulo VII da Carta das Nações Unidas.
Um cessar-fogo geralmente é mais limitado do que um armistício mais amplo, que é um acordo formal para encerrar os combates. O cessar-fogo pode ser abusado pelas partes como cobertura para rearmar ou reposicionar forças, e se falham, são chamados de 'cessar-fogo falho'; no entanto, cessar-fogo bem-sucedido pode ser seguido por armistícios e, em seguida, por tratados de paz.

## Visão geral
Os acordos de cessar-fogo são mais prováveis de serem alcançados quando os custos do conflito são altos. Os estudiosos enfatizam que o término da guerra é mais provável de ocorrer quando as partes têm mais informações uns sobre os outros, quando os envolvidos podem assumir compromissos confiáveis e quando a situação política doméstica possibilita que os líderes façam acordos de término da guerra sem incorrer em punição doméstica.
Segundo uma estimativa, houve pelo menos 2 202 cessar-fogo em 66 países em 109 conflitos civis no período de 1989-2020.